# FKL
FKL — завод подшипников качения и карданных валов находится в городе Темерине, Сербия . FKL является единственным заводом по производству подшипников и карданных валов на территории Сербии и в странах бывшей Югославии.

## История
18 ноября 1961 г. создано предприятие под названием «Металлообрабатывающий сервисно-производственный ремесленный кооператив» — «METALUM» по производству деталей для автомобилей и тракторов и оказанию всех услуг в области металлообработки.
3 февраля 1965 г. происходит переименование в «Fabrika kotrljajućih ležaja Temerin» или сокращенно «FKL». С этого момента основным направлением производственной деятельности завода становится производство подшипников. Происходит интенсивное развитие основной деятельности, внедряются процессы токарной, термической обработки, шлифования и сборки подшипников. Также предприятие занимается ремонтом, техническим обслуживанием и испытаниями подшипников.
В 1975 г. завод полностью переходит на программу по производству подшипников и карданных валов.
С 1980 по 1990 год завод активно развивается, приобретая по тем временам новое и современное оборудование. В этот период приобретены шестишпиндельные автоматы, станки с ЧПУ для токарной обработки и шлифования.
В 1986 г. завод переезжает на новую производственную площадку в промышленной зоне города Темерин, где были построены два современных цеха общей площадью 25000 м².
С 1987 по 1988 год была приобретена и введена в эксплуатацию специализированная линия для термической обработки колец «AICHELIN».
С 1990 г. FKL преобразуется в Акционерное общество.
В 2009 г. завод начал процесс приватизации.
В 2015 г. процесс приватизации успешно завершен. На сегодняшний день завод FKL на 100 % находится в частной собственности.
С 2017 г. FKL является основным поставщиком подшипников для завода по производству комбайнов OOO "Комбайновый завод «Ростсельмаш», Россия.
В 2018 г. происходит смена правовой формы: переход от Акционерного общества к Обществу с ограниченной ответственностью.

## ФКЛ сегодня
FKL завод, специализирующийся на производстве подшипников и подшипниковых узлов для сельскохозяйственной техники. Это один из немногих подшипниковых заводов, который обладает полным производственным циклом, включающим токарную обработку колец, термическую обработку, производство сепараторов, шлифование, суперфиниширование колец и сборку подшипников. Завод насчитывает около 700 сотрудников, а 90 % его продукции экспортируется на мировой рынок, в основном в страны Евросоюза (ЕС), Россию, Украину, США, Новую Зеландию, Турцию, Египет. Производственная программа включает более 5000 подшипников различных типов, назначений и характеристик. Завод обладает сертификатами ISO 9001 : 2015, ISO 14001 : 2015, OHSAS 18001 : 2007. FKL непрерывно осваивает новую продукцию, технологические процессы и задействует все свои ресурсы. С этой целью сотрудничает с муниципалитетом города Темерин, Торгово-промышленной палатой Сербии и среднеобразовательным учреждением «Лукиан Мушицкий» в рамках обучения по специальности «оператор механической обработки», в проекте дуального образования .Также в рамках проекта Tempus сотрудничает с машиностроительным факультетом в Белграде, а в сотрудничестве с профессорами факультета технических наук из города Нови-Сад было опубликовано руководство «Технология обработки и системы обработки точением и шлифованием».

1) Стандартная производственная программа:
- самоустанавливающиеся шариковые подшипники (Y — программа);
- радиальные шариковые подшипники;
- корпуса из серого и высокопрочного чугуна;
- подшипниковые узлы.

2) Специальная программа, предназначенная для сельскохозяйственной техники:
- подшипники для дисковых борон;
- подшипники для сеялок;
- подшипники для катков;
- подшипники для комбайнов;
- выжимные подшипники;
- другие специальные подшипники.

3) Программа карданных валов для:
- сельскохозяйственной техники;
- промышленности;
- автомобилей.